# Heitor Villa-Lobos
Heitor Villa-Lobos, též Hector Villa-Lobos (pravděpodobně 5. března 1887, Rio de Janeiro – 17. listopadu 1959, Rio de Janeiro), byl brazilský violoncellista, kytarista, klarinetista, klavírista, dirigent a hudební skladatel. Byl, mimo jiné, jedním z klasiků kytarové hudební literatury, jehož kytarové etudy cvičí každý klasický kytarista, a zároveň nejvýznamnějším brazilským hudebním skladatelem 20. století, jehož tvorba byla velmi ovlivněna brazilskou lidovou hudbou.

## Životopis
Přesné datum narození, resp. přesný letopočet jeho narození není dodnes znám, všechny seriózní prameny se v tomto ohledu různí.
Pocházel z nepříliš zámožné rodiny. Jeho otec byl knihovník, amatérský astronom a muzikant, pocházel ze Španělska. Právě pod jeho vedením se Heitor Villa-Lobos v šesti letech začal učit hrát na violoncello. Po otcově smrti si začal přibližně ve svých patnácti přivydělávat příležitostným hraním v různých podnicích v Riu. Matka si přála, aby studoval, ale on místo toho v 18 letech odešel z domova a začal cestovat po Brazílii. Živil se hraním na violoncello a kytaru, zajímal se o lidovou hudbu v navštívených krajích a také začal sám skládat.
Po několika letech se vrátil zpět do Ria a začal podrobně studovat klasická díla Bacha, Wagnera či Pucciniho. Důležitým podnětem pro něj byla také jihoamerická turné Ruského baletu, prostřednictvím kterého se v letech 1913 a 1917 seznámil s díly ruských skladatelů (včetně Igora Stravinského), ale i francouzských impresionistů. V roce 1915 byly jeho skladby poprvé uvedeny na koncertě v Riu de Janeiro a ve stejném roce začal své skladby také publikovat. Mezi jeho přátele a propagátory jeho hudby patřili Arthur Rubinstein či Darius Milhaud.
Ve dvacátých letech absolvoval Villa-Lobos dva dlouhodobé pobyty v Paříži, které byly výraznou inspirací pro jeho další tvorbu, a zároveň zde hojně koncertoval a vybudoval si mezinárodní věhlas.
Ve třicátých letech se postupně stále více zapojoval do organizace hudebního vzdělávání v Brazílii. Vytvářel vzdělávací plány a byl ředitelem několika institucí včetně Brazilské hudební akademie, na jejímž založení se podílel.
V roce 1944 poprvé zavítal do Spojených států, slavil zde velký úspěch jako dirigent a od té doby pak každý rok USA znovu navštěvoval a řídil mnohé slavné orchestry.
Heitor Villa-Lobos zemřel v roce 1959 na rakovinu. Již v roce 1960 byla velká část jeho díla shromážděna v Museu Villa-Lobos v Riu, které až do své smrti v roce 1985 vedla jeho druhá žena Arminda.

## Dílo
Villa-Lobos byl velmi plodným tvůrcem, je známo kolem dvou tisíc jeho skladeb všech možných žánrů – od skladeb pro sólové nástroje přes komorní hudbu až ke koncertům a symfoniím, psal také opery, balety i filmovou hudbu. Typickým jevem je u něj mísení motivů brazilské lidové hudby s prvky a postupy převzatými z evropské klasické hudby. Mezi jeho nejznámější díla patří cykly Choros a Bachianas Brasileiras.